# Старое Перепечино
Старое Перепечино — деревня в Петушинском районе Владимирской области России. Входит в состав Нагорного сельского поселения.

## География
Расположена в 3 км на юг от города Покрова и в 17 км на запад от районного центра города Петушки. Железнодорожная станция Покров Московской железной дороги на современном ходе Транссиба.

## История
В конце XIX — начале XX века деревня входила в состав Покров-Слободской волости Покровского уезда, с 1921 года была в составе Покровской волости Орехово-Зуевского уезда Московской губернии. В 1859 году в деревне числилось 53 двора, в 1905 году — 60 дворов, в 1926 году — 105 дворов.
С 1929 года деревня являлась центром Перепечинского сельсовета Орехово-Зуевского района Московской области, с 1939 года в составе Глубоковского сельсовета, с 1944 года в составе Петушинского района Владимирской области, с 1945 года в составе Покровского района, с 1960 года в составе Петушинского района, с 2005 года в составе Нагорного сельского поселения.

## Население
| 1859 | 1905 | 1926 | 2002 | 2010 | 2021 |
| ---- | ---- | ---- | ---- | ---- | ---- |
| 335  | ↗374 | ↗413 | ↘385 | ↘363 | ↘337 |